# Oriane Jean-François
Oriane Jean-François (Saint-Laurent-du-Maroni, 14 agosto 2001) è una calciatrice francese, centrocampista del Chelsea e della nazionale francese.

## Carriera

### Club
Jean-François, nata e cresciuta con i genitori a Saint-Laurent-du-Maroni, nella Guyana francese, si appassiona al calcio fin da giovanissima, iniziando a giocare con i maschi nel Cosma Foot, club della sua città natale, dall'età di 6 anni. Nell'agosto 2016, quindicenne, ha lasciato la regione francese d'oltremare sudamericana per unirsi al Pôle Espoir di Tours. Allo stesso tempo sottoscrive un contratto con lo FCF Juvisy, inserita in rosa con la squadra under 16.
L'estate successiva il club viene assorbito dal Paris Football Club acquisendone il titolo sportivo, diventandone così la sezione femminile e adottandone la sede e i colori sociali. Jean-François è tra le giocatrici che passano alla nuova realtà societaria continuando a vestire la maglia del club parigino nelle sue formazioni giovanili fino alla squadra Under-19 che disputa il campionato nazionale di categoria (Challenge National Féminin U19). Viene aggregata alla prima squadra nella seconda parte della stagione 2018-2019, chiamata da Sandrine Soubeyrand che decide di farla debuttare in Division 1 Féminine, massimo livello del campionato francese femminile di calcio, il 16 marzo 2019, alla 18ª giornata di campionato, rilevando Alice Benoît al 68' della partita casalinga conclusa a reti inviolate con il Soyaux. Tre giornate più tardi Soubeyrand le concede piena fiducia, facendola scendere in campo da titolare nella sfida interna con il Montpellier, persa poi 1-0.
L'interesse del club nella seguente pausa estiva con la firma del suo primo contratto da professionista, un triennale, entrando definitivamente in rosa con la prima squadra.
Alla scadenza del contratto si trasferisce alle rivali cittadine del Paris Saint-Germain, che il 28 luglio 2022 annuncia la sua firma di un contratto biennale che la lega al PSG fino a giugno 2024. Qui il tecnico Didier Ollé-Nicolle la impiega da titolare fin dal primo incontro in programma della stagione, il Trophée des Championnes 2022, perso con l'Olympique Lione, debuttando in seguito anche in UEFA Women's Champions League nella doppia sfida con le svedesi dell'Häcken nei preliminari di qualificazione dell'edizione 2022-2023. La stagione successiva è compromessa da un grave infortunio subito al 17' durante l'andata del secondo turno di qualificazione di Champions con le inglesi del Manchester United, la rottura parziale del legamento crociato anteriore del ginocchio destro che la costringerà a disertare i campi di gioco fino alla fine della stesa.
Il 16 luglio 2024, Jean-François viene ingaggiata a titolo definitivo dal Chelsea campione in carica nella massima serie inglese, con cui firma un contratto triennale più un'opzione per un quarto e dove ritrova ad allenarla Sonia Bompastor che già l'aveva chiamata in nazionale. Nella sua prima stagione con il club londinese Jean-François debutta con la nuova maglia tornando a giocare la Champions League con il Real Madrid mentre in campionato, partendo dalla panchina, alla 5ª giornata, sostituendo Maika Hamano negli ultimi minuti dell'incontro casalingo vinto 5-2 sul Tottenham,

## Statistiche

### Presenze e reti nei club
Statistiche aggiornate al 27 giugno 2025.
| Stagione        | Squadra             | Campionato      | Campionato | Campionato | Coppe nazionali | Coppe nazionali | Coppe nazionali | Coppe continentali | Coppe continentali | Coppe continentali | Altre coppe | Altre coppe | Altre coppe | Totale | Totale |
| Stagione        | Squadra             | Comp            | Pres       | Reti       | Comp            | Pres            | Reti            | Comp               | Pres               | Reti               | Comp        | Pres        | Reti        | Pres   | Reti   |
| --------------- | ------------------- | --------------- | ---------- | ---------- | --------------- | --------------- | --------------- | ------------------ | ------------------ | ------------------ | ----------- | ----------- | ----------- | ------ | ------ |
| 2018-2019       | Paris FC            | D1              | 5          | 0          | CF              | 0               | 0               | -                  | -                  | -                  | -           | -           | -           | 5      | 0      |
| 2019-2020       | Paris FC            | D1              | 10         | 0          | CF              | 1               | 0               | -                  | -                  | -                  | -           | -           | -           | 11     | 0      |
| 2020-2021       | Paris FC            | D1              | 19         | 0          | CF              | -               | -               | -                  | -                  | -                  | -           | -           | -           | 19     | 0      |
| 2021-2022       | Paris FC            | D1              | 13         | 1          | CF              | 2               | 0               | -                  | -                  | -                  | -           | -           | -           | 15     | 1      |
| Totale Paris SG | Totale Paris SG     | Totale Paris SG | 47         | 1          | -               | 3               | 0               | -                  | -                  | -                  | -           | -           | -           | 50     | 1      |
| 2022-2023       | Paris Saint-Germain | D1              | 21         | 1          | CF              | 4               | 0               | UWCL               | 10                 | 0                  | SCF         | 1           | 0           | 36     | 1      |
| 2023-2024       | Paris Saint-Germain | D1              | 3          | 0          | CF              | -               | -               | UWCL               | 1                  | 0                  | SCF         | 1           | 0           | 5      | 0      |
| Totale Paris SG | Totale Paris SG     | Totale Paris SG | 24         | 1          | -               | 4               | 0               | -                  | 11                 | 0                  | -           | 2           | 0           | 41     | 1      |
| 2024-2025       | Chelsea             | WSL             | 11         | 0          | CI              | 3               | 0               | UWCL               | 6                  | 1                  | CL          | 2           | 1           | 21     | 2      |
| Totale carriera | Totale carriera     | Totale carriera | 82         | 2          | -               | 10              | 0               | -                  | 17                 | 1                  | -           | 4           | 1           | 113    | 4      |

### Cronologia presenze e reti in nazionale
| Cronologia completa delle presenze e delle reti in nazionale ― Francia | Cronologia completa delle presenze e delle reti in nazionale ― Francia | Cronologia completa delle presenze e delle reti in nazionale ― Francia | Cronologia completa delle presenze e delle reti in nazionale ― Francia | Cronologia completa delle presenze e delle reti in nazionale ― Francia | Cronologia completa delle presenze e delle reti in nazionale ― Francia | Cronologia completa delle presenze e delle reti in nazionale ― Francia | Cronologia completa delle presenze e delle reti in nazionale ― Francia |
| Data                                                                   | Città                                                                  | In casa                                                                | Risultato                                                              | Ospiti                                                                 | Competizione                                                           | Reti                                                                   | Note                                                                   |
| ---------------------------------------------------------------------- | ---------------------------------------------------------------------- | ---------------------------------------------------------------------- | ---------------------------------------------------------------------- | ---------------------------------------------------------------------- | ---------------------------------------------------------------------- | ---------------------------------------------------------------------- | ---------------------------------------------------------------------- |
| 23-10-2020                                                             | Orléans                                                                | Francia                                                                | 11 – 0                                                                 | Macedonia del Nord                                                     | Qual. Euro 2022                                                        | -                                                                      | 79’                                                                    |
| 7-4-2023                                                               | Clermont-Ferrand                                                       | Francia                                                                | 5 – 2                                                                  | Colombia                                                               | Amichevole                                                             | -                                                                      | 74’                                                                    |
| 11-4-2023                                                              | Le Mans                                                                | Francia                                                                | 2 – 1                                                                  | Canada                                                                 | Amichevole                                                             | -                                                                      | 56’                                                                    |
| 22-9-2023                                                              | Valenciennes                                                           | Francia                                                                | 2 – 0                                                                  | Portogallo                                                             | UEFA Women's Nations League 2023-2024 - 1º turno                       | -                                                                      | 63’                                                                    |
| 26-9-2023                                                              | Vienna                                                                 | Austria                                                                | 0 – 1                                                                  | Francia                                                                | UEFA Women's Nations League 2023-2024 - 1º turno                       | -                                                                      | 67’                                                                    |
| 25-10-2024                                                             | Montbéliard                                                            | Francia                                                                | 3 – 0                                                                  | Giamaica                                                               | Amichevole                                                             | -                                                                      | 46’                                                                    |
| 29-10-2024                                                             | Ginevra                                                                | Svizzera                                                               | 2 – 1                                                                  | Francia                                                                | Amichevole                                                             | -                                                                      | 46’                                                                    |
| 30-11-2024                                                             | Angers                                                                 | Francia                                                                | 2 – 1                                                                  | Nigeria                                                                | Amichevole                                                             | -                                                                      | 46’                                                                    |
| 25-2-2025                                                              | Le Mans                                                                | Francia                                                                | 3 – 2                                                                  | Islanda                                                                | UEFA Women's Nations League 2025 - 1º turno                            | -                                                                      | 89’                                                                    |
| 4-4-2025                                                               | San Gallo                                                              | Svizzera                                                               | 0 – 2                                                                  | Francia                                                                | UEFA Women's Nations League 2025 - 1° turno                            | -                                                                      | 63’                                                                    |
| 8-4-2025                                                               | Oslo                                                                   | Norvegia                                                               | 0 – 2                                                                  | Francia                                                                | UEFA Women's Nations League 2025 - 1° turno                            | -                                                                      |                                                                        |
| 27-6-2025                                                              | Grenoble                                                               | Francia                                                                | 3 – 2                                                                  | Brasile                                                                | Amichevole                                                             | -                                                                      | 68’                                                                    |
| 5-7-2025                                                               | Zurigo                                                                 | Francia                                                                | 2 – 1                                                                  | Inghilterra                                                            | Euro 2025 - 1° turno                                                   | -                                                                      |                                                                        |
| 13-7-2025                                                              | Basilea                                                                | Paesi Bassi                                                            | 2 – 5                                                                  | Francia                                                                | Euro 2025 - 1° turno                                                   | -                                                                      |                                                                        |
| 19-7-2025                                                              | Basilea                                                                | Francia                                                                | 1 – 1 dts (5 - 6 dtr)                                                  | Germania                                                               | Euro 2025 - Quarti di finale                                           | -                                                                      |                                                                        |
| Totale                                                                 |                                                                        | Presenze                                                               | 15                                                                     |                                                                        | Reti                                                                   | 0                                                                      |                                                                        |

## Palmarès

### Club
- Coppa di Francia: 1

Paris Saint-Germain: 2023-2024

### Nazionale
- Campionato d'Europa under 19: 1

2019